# До кого залетів співочий кенар
«До кого залетів співочий кенар» (рос. «К кому залетел певчий кенар») — радянський художній фільм 1980 року режисера Вадима Зобіна.

## Сюжет
Володя нещодавно закінчив ленінградську школу, але провалив вступні іспити до інституту. Тепер він працює на заводі над створенням штучної нирки — всупереч бажанню батьків, які мріяли про його навчання в інституті. Тільки потрапивши на випробування дослідного зразка в лікарню, він усвідомлює всю важливість своєї роботи та зрозумів своє справжнє покликання.

## У ролях
- Юрій Дуванов
- Інна Ульянова
- Іван Соловйов
- Олена Капіца
- Людмила Гравес
- Тетяна Рудіна
- Володимир Юр'єв
- Олександр Блок
- Валерій Дегтяр
- Ольга Волкова
- Ернст Романов
- Ірина Рєзнікова
- Станіслав Соколов

## Творча група
- Сценарист: Кіра Михайловська
- Режисер-постановник: Вадим Зобін
- Оператор-постановник: Володимир Трофимов
- Композитор: Кирило Молчанов